# Готтфредсон, Линда
Ли́нда Сюза́нна Готтфредсон (англ. Linda Susanne Gottfredson; род. 24 июня 1947, Сан-Франциско, Калифорния, США) — американский социолог, профессор педагогической психологии в Делавэрском университете. 
Широкую критику также встретило и её получение гранта от Фонда Пионеров, организации, критикуемой за расизм, поддержку идеи превосходства белых и евгеники. 

## Биография
Линда Сюзанна Готтфредсон (в девичестве Ховарт, англ. Howarth) родилась 24 июня 1947 года в Сан-Франциско, Калифорния, США.
После окончания в 1969 году Калифорнийского университета, Беркли, США со степенью бакалавра по психологии она работает в федеральном американском агентстве Peace Corps в Малайзии до 1972 года.
В 1977 году она получает степень кандидата социологических наук в Университете Джонса Хопкинса, Балтимор, штат Мэриленд.
19 апреля 1967 Линда Ховарт выходит замуж за Гарри Дон Готтфредсона, сына известного криминалиста Дона Мартина Готтфредсон, развелась с ним в 1979 году.
По мнению Южного центра правовой защиты бедноты "Готтфредсон прикладывает все усилия, чтобы помешать любым попыткам уменьшить расовое неравенство на рабочем месте и в обществе".